# Определение конформации хромосом
Определе́ние конформа́ции хромосо́м, часто сокращённо называемые 3C (англ. chromosome conformation capture, 3C) — набор методов молекулярной биологии, используемых для изучения пространственной организации хроматина в ядре клетки. Их применяют для количественной оценки взаимодействий между геномными локусами, расположенными рядом в трёхмерном пространстве.
Такие взаимодействия могут возникать как следствие биологических функций, например, между промотором и энхансером или в результате случайного образования петель полимера, когда физическое движение хроматина вызывает «столкновение» локусов. При этом регуляторные элементы могут располагаться на расстоянии нескольких миллионов пар оснований от генов, которые они контролируют. Несмотря на то, что локус-контролирующая область располагается на расстоянии нескольких десятков килобаз от генов, сложная конформация участка ДНК между ними позволяет им непосредственно взаимодействовать друг с другом, благодаря чему контролируется экспрессия генов.
Частоты взаимодействий могут быть проанализированы напрямую или преобразованы в расстояния и использованы для реконструкции трёхмерных структур.
Основные различия методов на основе 3C — это их возможности и область применения. Глубокое секвенирование материала, полученного с помощью 3C, также позволяет составить полногеномные карты взаимодействий.

## История
Исторически микроскопия была основным методом исследования ядерной организации.
В 1984 году Джон Т. Лис разработал метод иммунопреципитации хроматина, принципы которого используются в ряде методов 3C. В 2002 году Джоб Деккер предложил идею использования матрицы плотности частот взаимодействия между локусами для определения пространственной организации геномов. Эта идея послужила основой для разработки метода 3C, первая статья о котором опубликована в 2002 году Джобом Деккером и профессором Нэнси Клекнер в Гарвардском университете.
Затем в 2006 году Марике Симонис разработала метод 4C, а Жози Дости — 5C.
Далее развиваются такие методы, как ChIP-seq, Hi-C и ChIA-pet.

## Экспериментальные методы
Все методы фиксации конформации хромосом начинаются с аналогичного набора манипуляций на начальном этапе, выполняемого на образце клеток. Ниже приведены основные этапы классического метода 3C.
1. Обработка формальдегидом[17], который сшивает[англ.] находящиеся рядом в пространстве участки генома и белки, таким образом замораживая взаимодействия между локусами. Чаще всего используется 1—3 % формальдегид для фиксации в течение 10-30 минут при комнатной температуре[18]. Время реакции и концентрацию ограничивают, поскольку избыточное количество сшивок может помешать рестрикции на следующем этапе.
2. Фрагментация с помощью эндонуклеаз рестрикции (рестриктаз). Итоговое разрешение определяется размером фрагментов. Для этой цели используют среднещепящие рестриктазы, которые распознают и режут 6 п. н. Например, EcoR1[англ.] или HindIII[англ.]: они разрезают геном раз в каждые 4000 п. н. Таким образом, при использовании среднещепящей рестриктазы из генома человека возможно получить около 1 миллиона различных фрагментов[18][19].
3. Случайное лигирование, которое производится при низких концентрациях ДНК с использованием Т4 ДНК-лигазы[20]. В результате соединяются концы тех участков ДНК, которые были сшиты формальдегидом. Низкие концентрации обеспечивают специфичность лигирования (только между сшитыми взаимодействующими фрагментами). Впоследствии взаимодействующие локусы количественно оценивают путем амплификации лигированных фрагментов с помощью ПЦР[18][20].
4. Создание парной 3С библиотеки. Термическая обработка приводит к разрыву связей и образованию линейных химерных фрагментов ДНК. В результате будет создана библиотека взаимодействующих фрагментов ДНК (3C-библиотека)[21].
5. Real-time ПЦР позволяет оценивать вероятность взаимодействия двух конкретных участков генома. Производят подбор праймеров таким образом, что каждый праймер комплементарен своему, соответствующему локусу. В случае взаимодействия происходит отжиг обоих праймеров и амплификация фрагмента[8].

### Базовые методы

#### 3C
Метод захвата конформации хромосомы (англ. chromosome conformation capture, 3C) необходим для количественного определения взаимодействия между выбранной парой геномных локусов. Например, 3C можно использовать для изучения потенциального взаимодействия промотор-энхансер. Лигированные фрагменты детектируют с помощью ПЦР, используя праймеры к известным последовательностям.

#### 4C
Метод замкнутого захвата конформации хромосомы (англ. circularized chromosome conformation capture, 4С) охватывает взаимодействия между одним выбранным локусом и остальными геномными локусами. Он используется для того, чтобы найти участок генома, который взаимодействует с данной последовательностью ДНК и представляет собой комбинацию стандартного метода 3С с инвертированной ПЦР.
Первые 4 этапа совпадают с этапами метода фиксации конформации хромосом. Далее последовательно проводятся фрагментация полученной 3С библиотеки рестриктазами; лигирование для циклизации фрагментов ДНК, в результате получая библиотеку «кольцевых» химерных ДНК (4C библиотека). Инвертированная ПЦР позволяет амплифицировать неизвестную последовательность, используя известную последовательность, лигированную с ней. Анализ 4С библиотеки проводится с использованием ДНК-микрочипов.
В отличие от 3C и 5C, методы 4C не требуют предварительного знания нуклеотидных последовательностей обеих взаимодействующих хромосомных областей. Результаты, полученные с помощью 4С, являются высоко воспроизводимыми для большинства взаимодействий между проксимальными областями. На одном микрочипе можно проанализировать около миллиона взаимодействий.

#### 5C
5C детектирует взаимодействия между всеми фрагментами в заданном регионе, причём размер этого региона обычно не превышает мегабазы. Он позволяет искать участки ДНК, которые взаимодействуют с несколькими выбранными участками генома и представляет собой комбинацию метода 3С и мультиплексной ПЦР.
Первые 4 этапа совпадают с этапами метода фиксации конформации хромосом. Далее последовательно проводятся лигирование адаптеров ко всем фрагментам с использованием Taq-лигазы; анализ 5С библиотеки проводится с использованием ДНК-микрочипов и секвенирования. 5С полезен для изучения сложных взаимодействий, однако, имеет относительно низкое покрытие. Метод не подходит для изучения комплексных взаимодействий по всему геному, поскольку для этого потребуются миллионы праймеров 5C.

#### Hi-C
Метод Hi-C содержит дополнительные шаги, нацеленные на обогащение итоговой библиотеки фрагментами, несущими информацию о контактах ДНК в клетке, то есть химерными фрагментами. После рестрикции производится биотинилирование концов ДНК, затем лигирование, а затем удаляются биотинилированные нуклеотиды с концов молекул ДНК. В результате биотин содержат только те фрагменты ДНК, которые подверглись всем предшествующим реакциям. Затем такие молекулы отделяются от тех, которые статистически не вступили в одну из реакций, при помощи специфичного связывания биотина стрептавидином. После приготовления библиотеки результирующих фрагментов применяют высокопроизводительное секвенирование для определения нуклеотидной последовательности химерных фрагментов. Последовательности, входящие в состав этих молекул, независимо картируется на геном, что позволяет определить, и каких участков генома они происходят, и, соответственно, какие участки генома взаимодействовали в клетке. Таким образом, проверяются все возможные парные взаимодействия между участками генома.
Учёные пытаются установить границы применимости метода Hi-C на примере исследования, посвященного скринингу первичных опухолей головного мозга. До онкоскрининга Hi-C в основном использовался для работ на клеточных линиях.

### Специальные методы
К специальным методам можно отнести методы на основе захвата последовательности, single-cell методы и методы на основе иммунопреципитации. Например, single-cell Hi-C может быть использован для изучения взаимодействий в отдельных клетках.
Методы на основе захвата последовательности использует фиксацию олигонуклеотидов для обогащения библиотек 3C и Hi-C изучаемых локусов. К ним относятся: Capture-C, NG Capture-C, Capture-3C и Capture Hi-C. Эти методы позволяют достигнуть более высокого разрешения и чувствительности, чем методы на основе 4C.
Методы на основе иммунопреципитации позволяют выделить локусы, которые взаимодействуют с помощью специфических белков, например, транскрипционных факторов или инсуляторных белков. Среди них можно выделить такие методы, как ChIP-loop и ChIA-PET.
ChIP-loop комбинирует 3C с ChIP-seq для детекции взаимодействия между двумя интересующими локусами, опосредованного изучаемым белком. ChIA-PET сочетает Hi-C и ChIP-seq для детекции всех взаимодействий, опосредованных изучаемым белком.

## Биологическое значение
Методы 3C способствовали большому числу важных биологических открытий, включая новые данные о структурных особенностях хромосом, классификацию хроматиновых петель, а также помогли углубить знания о механизмах регуляции транскрипции (чьё нарушение может приводить к целому ряду заболеваний).
Методы захвата конформации хромосом продемонстрировали важность пространственной близости регуляторных элементов генов. Так, например, в тканях, экспрессирующих гены глобина, контрольный участок локуса β-глобина формирует петлю вместе с данными генами. При этом петля отсутствует в тканях, где этот ген не экспрессируется.
Фиксация конформации хромосом позволила обнаружить крупный уровень их организации — так называемые ТАДы (топологически ассоциированные домены), коррелирующие с изменениями в эпигенетических маркерах. Некоторые ТАДы не проявляют транскрипционной активности, в то время как активность других подавляется. Большое количество ТАДов обнаружено у D. melanogaster, мыши и человека. Основную роль в определении взаимодействий между ТАДами, энхансерами и промоторами играют транскрипционный фактор CTCF и белковый комплекс когезин. Результаты 3C экспериментов говорят о важности ориентации («лицом к лицу») связывающих мотивов CTCF и энхансер-промоторной петли. Это необходимо для корректного позиционирования энхансера относительно своей мишени.

### Заболевания человека
Существует ряд болезней, вызываемых дефектами промотор-энхансерного взаимодействия. К ним относится такое заболевание крови, как бета-талассемия, возникающее вследствие делеции энхансерного элемента ЛКО. Мутация в SBE2 энхансере, которая, в свою очередь, ослабляет экспрессию гена SHH, приводит к развитию голопрозенцефалии. При этом нарушается формирование конечного мозга, разделённого на полушария. Другим примером связанных с изменением экспрессии SHH заболеваний является полидактилия второго типа PPD2 (трёхфаланговый большой палец). Она возникает из-за мутации регуляторного элемента ZRS, влияющего на усиленную продукцию SHH. Расстройство взаимодействий между промотором и энхансером влияет не только на пороки развития, но также может служить причиной онкологических заболеваний. Так, аденокарцинома лёгкого может развиваться вследствие дупликации энхансерного элемента гена MYC. T-клеточный острый лимфобластный лейкоз может быть вызван появлением нового энхансера из-за мутации в последовательности интрона.

## Анализ данных

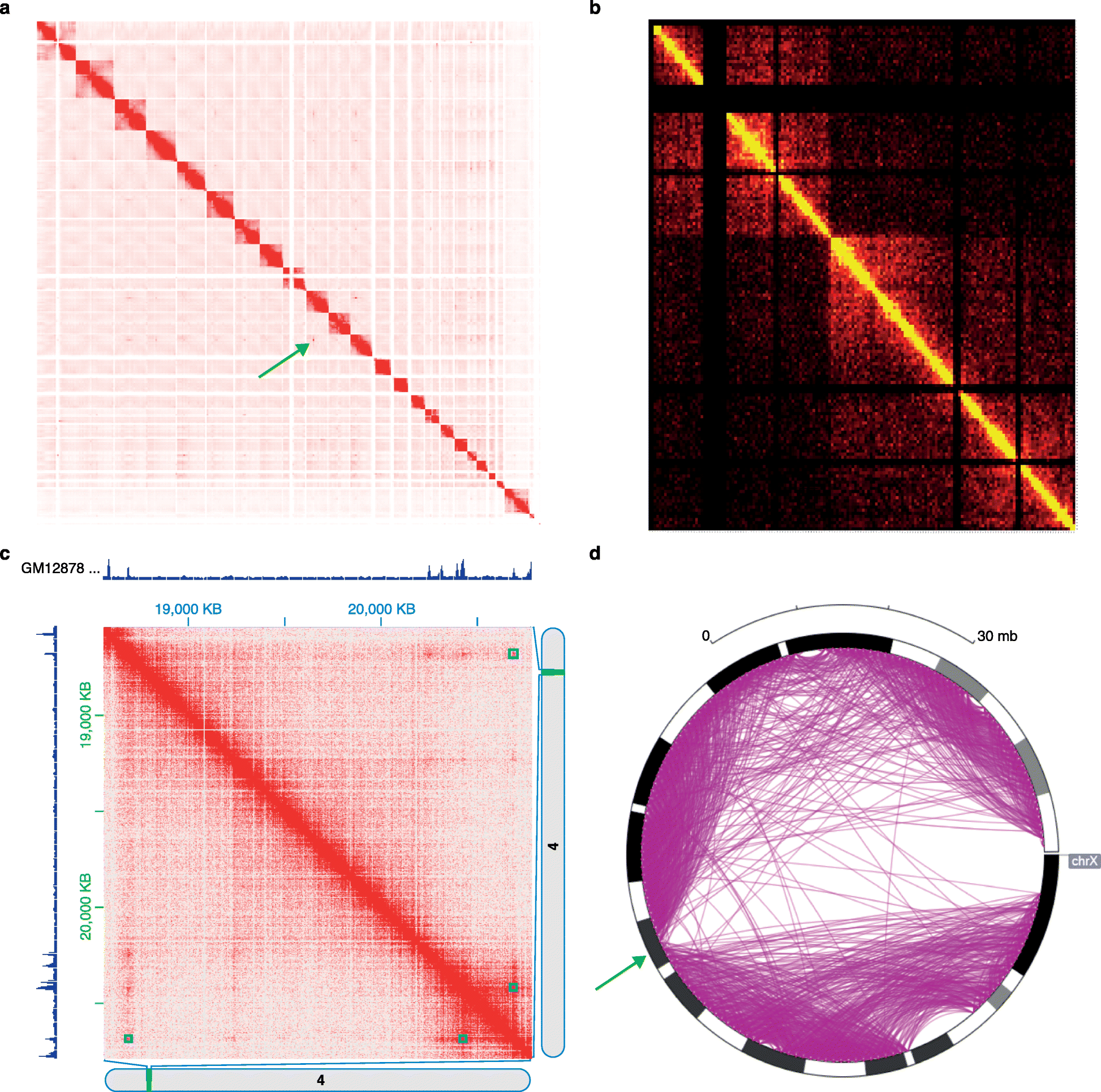
Визуализация данных Hi-C посредством тепловой карты и круговой диаграммы

Данные, получающиеся в результате различных 3C экспериментов, характеризуются отличающимися структурой и статистическими свойствами. Поэтому для обработки каждого типа экспериментов существует свой программный пакет.
Данные Hi-C часто используются в анализе уровней полногеномной организации хроматина. В результате обработки существующими алгоритмами выделяются ТАДы, протяжённые линейные участки генома, которые связаны пространственно.
Hi-C и его производные постоянно совершенствуются. Fit-Hi-C — это метод, основанный на принципе дискретного биннинга данных. Возможны его модификации с учётом расстояния взаимодействия (уточнение начального сплайна или spline-1) и уточнением нулевой модели (spline-2). Результатом Fit-Hi-C является список попарных интрахромосомных взаимодействий с соответствующими значениями p-value и q-value.
3D организация генома может быть установлена с использованием методов спектрального разложения матрицы контактов. Каждый собственный вектор соответствует набору локусов с общими структурными свойствами (эти локусы необязательно должны быть расположены линейно друг за другом).
Одним из искажающих факторов для технологии 3C являются частые неспецифические взаимодействия между локусами, появляющиеся в результате случайного поведения полимера. Специфичность взаимодействия между двумя локусами обязательно должна быть подтверждена на соответствующем уровне статистической значимости.

### Нормализация карты контактов Hi-C
Существует два основных пути нормализации первичных данных тепловой карты контактов Hi-C. Первый — предположение о равной доступности, что означает одинаковые шансы для каждой позиции в хромосоме участвовать во взаимодействии. Соответственно, истинный сигнал карты контактов Hi-C должен представлять собой уравновешенную матрицу (уравновешенной матрицей считается такая, для которой суммы значений по строкам и столбцам равны). Примером такого алгоритма является алгоритм Синхорна-Кноппа, который приводит предварительную карту контактов к виду уравновешенной матрицы.
Другой способ использует предположение о том, что с каждой хромосомной позицией связана некоторая смещённость. Значение карты контактов для каждой координаты будет равняться истинному сигналу для данной позиции, умноженному на смещения для двух соседних позиций. К алгоритмам, использующим модель со смещением, относится алгоритм итеративной коррекции. В процессе его исполнения смещённость по строкам и столбцами итеративно исключается из первичной карты контактов.

### Анализ мотивов ДНК
ДНК-мотивы — специфические короткие последовательности, часто длиной 8-20 нуклеотидов, которые статистически перепредставлены в наборе последовательностей с общей биологической функцией. На данный момент регуляторные мотивы дальних взаимодействий хроматина ещё не достаточно изучены.

### Анализ раковых геномов
Техники, основанные на методах 3C, могут пролить свет на хромосомные перестройки в раковых геномах. Более того, они способны показывать изменения в пространственной близости регуляторных элементов и их генов-мишеней, позволяя углубить понимание структурно-функциональной организации генома в целом.